# Puy Giroux
 (août 2016).
Si vous disposez d'ouvrages ou d'articles de référence ou si vous connaissez des sites web de qualité traitant du thème abordé ici, merci de compléter l'article en donnant les références utiles à sa vérifiabilité et en les liant à la section « Notes et références ».
Le puy Giroux est un volcan du Massif central culminant à 838 mètres d'altitude dans la commune de Romagnat près d'Opme, âgé de 16 millions d'années environ.

## Géologie
Le puy Giroux est né lors du Miocène, à la même époque que le plateau de Gergovie, le neck du Montrognon et les côtes de Clermont, entre 21 et 12 millions d'années.

## Histoire
Il subsiste des vestiges gallo-romains datant de l'Antiquité sur ses pentes nord et nord-ouest comparables à ceux du plateau de Gergovie.

## Randonnée
Le sommet est accessible par un chemin à travers la forêt à l'ouest. D'autres chemins mènent vers Opme et un autre descend vers Chanonat. Depuis son sommet sont visibles la chaîne des Puys au nord-ouest, une partie de Clermont-Ferrand au nord, le plateau de Gergovie et la Limagne au nord-est, les monts du Forez à l'est, les monts Dore au sud-ouest et au loin le Cézallier au sud-sud-ouest.